# El Dátil (Cuba)
El Dátil es una localidad cubana del municipio de Bayamo, en la provincia de Granma.

## Geografía
Al este y al norte de la localidad discurre el río Bayamo.

## Historia
El 28 de mayo de 1840 la localidad sufrió un incendio, en el que se quemaron más de dos terceras partes de las casas. En 1857 el pueblo tenía contabilizada una población de 181 habitantes. Aparece descrito en el segundo tomo del Diccionario geográfico, estadístico, histórico, de la isla de Cuba de Jacobo de la Pezuela de la siguiente manera:

Dátil. (pueblo del) Cabeza del partido de su nombre, situado en terreno bermejo, llano y bueno, á 60 varas de la orilla izquierda del Bayamo, en las tierras de la posesion de su nombre. Forman la poblacion dos calles de E. á N. y una de N. á S., con 10 ó 12 varas de anchura, escepto la de la entrada que, corriendo recta en la primera direccion, es la principal y mide hasta 14 varas de ancho. En la misma calle está la plaza del pueblo con su iglesia, que es un gracioso y cómodo templo, y el santuario mas venerado de todo el territorio. Tiene un buen pórtico, sobre el cual descansa la torre. Esta iglesia, hoy parroquial de ingreso, con el personal y haberes que le corresponden por su clase, fué fundada en los primeros tiempos de la colonizacion de la isla por Rodrigo de Tamayo, uno de los pobladores de Bayamo, y su muger Catalina Terral, y hermoseado por su nieto el alférez real de Santiago, don Blas Tamayo y Megia. Se costeó siempre su culto con mandas propias y tres capellanes, pertenecientes siempre á la antigua y dilatada familia de los Tamayos. Esta parroquia conserva su primitiva advocacion de Nuestra Señora de la Candelaria. Contiguo al templo está el cementerio, que es un cuadrilongo de 28 varas de frente y 54 de fondo, cercado de tápias con una garita en cada esquina. El rio rodea la poblacion por el E. y N., y por el S. las casas del potrero de la Virgen. Su temperamento es saludable, muy propio para los convalecientes, sirviendo de mansion de temporada á los bayameses. Los vecinos se ocupan del tráfico de frutos y las mugeres en hacer sombreros y almidon. El vecindario se provee de las aguas del rio Bayamo. El pueblo, se cree fué fundado por el don Blas Tamayo arriba mencionado. El Dátil sufrió en 28 de mayo de 1840 un gran incendio, del cual solo se preservaron 10 casas y la iglesia de las 32 que tenia entonces. En 1850 ya habia 29 reedificadas, componiéndose ese año la poblacion de 2 casas de mampostería baja, 14 de tabla y teja, 16 de embarrado y guano, 3 de guano y yagua y 4 accesorias. El mismo año se contaban una tienda de mercería y 2 zapaterías. Los datos de 1852 le designan con 39 edificios con 15 habitantes blancos, 146 libres de color y 4 esclavos. Su vecindario en 1857 se componía de 181 individuos de toda clase, de los cuales 116 eran hembras. Tanto por las fiestas que se celebran anualmente en el pueblo como por su salubridad y amenas cercanías, es el Dátil el punto de las romerías y partidas de campo de los de Bayamo, de cuya cabecera dista menos de 2 lenguas provinciales. Está á 34 de Santiago de Cuba y en la J. de Bayamo.
(Pezuela, 1863, p. 511)